# Fiménil
Fiménil ([fimeˈnil] ) ist eine französische Gemeinde mit 232 Einwohnern (Stand: 1. Januar 2022) im Département Vosges in der Region Grand Est (bis 2015 Lothringen). Sie gehört zum Arrondissement Saint-Dié-des-Vosges (bis 2024 Épinal) und ist Mitglied im Gemeindeverband Communauté de communes Bruyères-Vallons des Vosges. Die Bewohner werden Fiménilois und Fiméniloises genannt.

## Geografie
|  |  |

Die Gemeinde Fiménil liegt in den Vogesen auf einer Höhe von 420 m über dem Meeresspiegel, etwa auf halbem Weg zwischen Épinal und Saint-Dié.
Die Fläche des 5,2 km² großen Gemeindegebietes umfasst einen Abschnitt des Tales der Vologne. Die Vologne entspringt am Vogesenkamm, ändert nahe Fiménil ihre Fließrichtung um 90° von Nordwest auf Südwest. In der Nordhälfte des Gemeindegebietes herrscht Acker- und Weideland vor, die Südhälfte ist von Wäldern geprägt (Forêt Communale de Fiménil, Bois de la Haie). Mit 664 m erreicht der Stéaumont im Südwesten an der Grenze zur Gemeinde Lépanges-sur-Vologne den höchsten Punkt im Gemeindeareal von Fiménil.
Zu Fiménil gehören die Weiler und Höfe Le Blanc Champ, La Haie, La Grande Goutte, Pierre Raimbeau, Stéaumont und Le Champ François.
Nachbargemeinden von Fiménil sind Champ-le-Duc im Norden, Beauménil im Osten, Laveline-du-Houx im Süden, Lépanges-sur-Vologne im Südwesten, Prey im Westen sowie Laval-sur-Vologne im Nordwesten.

## Geschichte
Das Dorf hieß bis 1793 Fimesnil. Es gehörte während des Ancien Régime zur Vogtei Bruyeres und zur vom Kapitel in Remiremont abhängigen Pfarrei von Champ-le-Duc. Vermessungen im Jahr 1867 errechneten folgende Flächennutzung auf 513 ha Gesamtfläche:
- 189 ha Wald
- 163 ha Ackerland
- 129 ha Wiesen
- 24 ha Siedlungsfläche
- 4 ha Brachland
- 2 ha Gärten
- 2 ha Hanffelder

Die wichtigsten Kulturen waren damals Weizen, Hafer und Kartoffeln.
Es gab Mitte des 19. Jahrhunderts einen Steinbruch, eine Stärkefabrik und eine Getreidemühle.

### Bevölkerungsentwicklung
| Jahr      | 1962 | 1968 | 1975 | 1982 | 1990 | 1999 | 2006 | 2013 | 2021 |
| --------- | ---- | ---- | ---- | ---- | ---- | ---- | ---- | ---- | ---- |
| Einwohner | 150  | 201  | 206  | 204  | 221  | 195  | 244  | 232  | 226  |

Im Jahr 1861 wurde mit 484 Bewohnern die bisher höchste Einwohnerzahl ermittelt. Die Zahlen basieren auf den Daten von cassini.ehess und INSEE.

## Wirtschaft und Infrastruktur
Das größte Unternehmen der Umgebung ist die Papierfabrik Novatissue SAS in Laval-sur-Vologne, eine Tochter der italienischen Cartiere Luccese S.p.a. (Lucart) nur wenige hundert Meter nordwestlich des Kernortes Fiménil. Der Betrieb stellt Kartone für die Lebensmittelverpackung sowie Papierhandtücher, Toilettenpapier und Taschentücher her. Er setzt damit die über 150-jährige Tradition der Papierverarbeitung im Volognetal fort. Daneben gibt es im Dorf Dienstleistungs- und drei Landwirtschaftsbetriebe (Milchviehhaltung).
Die dem Volognetal folgende Straße von Bruyères nach Docelles (D 44) führt nördlich an Fiménil vorbei. Die Straße bildet eine der beiden direkten Verbindungen zwischen Épinal und Saint-Dié,
den beiden größten Städten im Département. Der nächste Bahnhof liegt in der nahen Kleinstadt Bruyères an der von der TER Lorraine betriebenen Bahnlinie Arches-Saint-Dié.

## Belege
1. ↑  Ortsname auf cassini.ehess.fr
2. ↑  Fiménil auf vosges-archives.com. (PDF) Abgerufen am 17. Oktober 2010 (französisch).
3. ↑  Fiménil auf cassini.ehess
4. ↑  Fiménil auf INSEE
5. ↑  Geschichte Cartiere Luccese mit Luftbild der Papierfabrik Laval. Abgerufen am 20. April 2013 (italienisch).
6. ↑  Landwirtschaftsbetriebe auf annuaire-mairie.fr (französisch)